# 崔振赫
金泰浩（：／ Choi Jin-Hyuk，1986年2月9日—），藝名崔振赫（韓語：최진혁），韓國男演員，自2010年演出電視劇《沒關係，爸爸的女兒》起使用藝名崔振赫。

## 生平
崔振赫出生於南韓全羅南道木浦市，在2006年於KBS《明星發掘大賽》奪得冠軍，開始其演藝生涯。雖然他其後出演了多部電視劇，但未能在觀眾心中留下深刻印象。2010年，崔振赫與文彩元主演了無線台SBS的9點月火劇《沒關係，爸爸的女兒》，雖首次擔任男主角，但因收視不高而未引起注意。2011年，崔振赫出演了有線台tvN的人氣電視劇《需要浪漫》而嶄露頭角。2011年11月，崔振赫再度主演SBS電視劇《我的女兒是花兒》，雖然獲得高收視，但崔振赫依舊未能引起過多的關注。2013年4月，於《九家之書》中飾演九越靈，獲得了高漲的人氣，更出現了「越靈病」一詞；他同時也參與了《九家之書》原聲帶的錄製。2013年10月，崔振赫出演了《欲戴王冠，必承其重－繼承者們》（飾演金元），展現成熟的魅力。2014年1月，主演《急診男女》，首次挑戰喜劇角色。2014年10月，崔振赫在《傲慢與偏見》中飾演具東致一角。同年12月，崔振赫憑着於《傲慢與偏見》出色的表現奪得MBC演技大賞優秀演技賞。崔振赫於2015年3月31日入伍，原預計於2016年12月30日退伍。但因膝蓋軟骨受傷，接受幹細胞軟骨移植手術，軍醫診斷稱需要長期治療，很難繼續服役，因此已在同年10月16日退伍。

## 個人生活
與孫恩書拍攝《我的女兒是花兒》結緣，2012年4月交往。因拍攝電視劇非常忙碌而逐漸疏遠，2013年初由媒體報導分手消息。

## 影視作品

### 電視劇
| 年份   | 電視台    | 劇名                             | 角色            | 備註     |
| 2005年 | MBC       | 《彩虹羅曼史》                   |                 | 男配角   |
| 2006年 | MBC       | 《Non Stop 5》                   |                 | 男配角   |
| 2006年 | KBS       | 《跑為上策》                     |                 | 男配角   |
| 2007年 | KBS       | 《漂亮的日子》                   |                 | 男配角   |
| 2008年 | KBS       | 《傳說的故鄉》                   |                 | 男配角   |
| 2008年 | KBS       | 《親親老爸》                     | 何東虎          | 男配角   |
| 2009年 | KBS       | 《2009傳說的故鄉》               |                 | 男配角   |
| 2010年 | MBC       | 《料理絕配Pasta》                | 鮮德            | 男配角   |
| 2010年 | SBS       | 《沒關係，爸爸的女兒》           | 崔赫基          | 主演     |
| 2011年 | tvN       | 《需要浪漫》                     | 裴承賢          | 主演     |
| 2011年 | SBS       | 《我的女兒是花兒》               | 具尚赫          | 主演     |
| 2012年 | Channel A | 《熊貓小姐和刺蝟》               | 崔元日          | 主演     |
| 2013年 | MBC       | 《九家之書》                     | 九月靈          | 男配角   |
| 2013年 | SBS       | 《欲戴王冠，必承其重－繼承者們》 | 金元            | 男配角   |
| 2014年 | tvN       | 《急診男女》                     | 吳昌敏          | 主演     |
| 2014年 | tvN       | 《花樣爺爺搜查隊》               | 李俊赫（青年）  | 客串     |
| 2014年 | MBC       | 《命中注定我愛你》               | Daniel Pitt     | 主演     |
| 2014年 | MBC       | 《傲慢與偏見》                   | 具東致          | 主演     |
| 2017年 | OCN       | 《隧道》                         | 朴光浩          | 主演     |
| 2018年 | MBN       | 《馬成的喜悅》                   | 孔馬成          | 主演     |
| 2018年 | SBS       | 《皇后的品格》                   | 羅王植 / 千優彬 | 主演     |
| 2019年 | KBS       | 《JUSTICE》                      | 李泰京          | 主演     |
| 2019年 | JTBC      | 《花黨：朝鮮婚姻介紹所》         | 武官            | 特別演出 |
| 2020年 | OCN       | 《RUGAL》                        | 姜基範          | 主演     |
| 2020年 | KBS       | 《喪屍偵探》                     | 金武英          | 主演     |
| 2020年 | tvN       | 《哲仁王后》                     | 張奉煥          | 特別演出 |
| 2023年 | MBC       | 《Numbers：大廈之林的監視者們》  | 韓勝祖          | 主演     |
| 2024年 | JTBC      | 《她的日與夜》                   | 桂志雄          | 主演     |
| 2026年 | Channel A | 《理事長和我的祕密關係》         | 姜斗俊          | 主演     |

### 電影
| 年份   | 劇名           | 角色   | 備註   |
| 2008年 | 《不良媳婦》   |        | 男配角 |
| 2012年 | 《音痴診所》   | 民 秀  | 男配角 |
| 2014年 | 《神之一手》   | 善 秀  | 男配角 |
| 2015年 | 《吸血鬼之戀》 | マイク | 男配角 |

### 音樂劇
| 年份   | 劇名                       | 角色   |
| 2024年 | 《Bloody Love 블러디러브》 | 德古拉 |

### 短片
- 2013年：《夢的開始》（Samsung Galaxy S4短片）

### MV
- 2012年：TGUS《Even If I Choke Up》
- 2013年：TAE ONE《快瘋了》（與金佳恩）
- 2025年:H.Y.B.(허용별 (허각, 신용재, 임한별)) _ How Could You Leave(이게 뭐냔 말이야)

## 音樂作品

### 電視劇歌曲
- 2011年：《沒關係，爸爸的女兒》－死的程度
- 2012年：《熊貓小姐和刺蝟》－愛情刺蝟
- 2013年：《九家之書》－過得好嗎
- 2013年：《繼承者們》－不要回頭
- 2014年：《急診男女》－花香
- 2018年：《馬成的喜悅》－忘記的愛情

### 單曲
- 2024年：I Want to Hug You

## 主持
- 2013年：KNN 《尋找亞特蘭蒂斯》
- 2013年：MBC 紀念大長今10周年特别活動《從大長今到我是歌手》

## 見面會
| 年份   | 名稱                                                      | 舉行地點                      | 備註 |
| 2015年 | Choi Jin Hyuk Fan Meeting - the FIRST DATE                |                               |      |
| 2019年 | 2019 崔振赫“LOVE”台灣粉絲見面會                           | 臺灣台北國際會議中心          |      |
| 2020年 | CHOI JIN HYUK 2020 ASIA TOUR IN TAIPEI                    |                               |      |
| 2023年 | 2023 崔振赫 ASIA TOUR LIVE IN TAIPEI                      | 臺灣新北市政府多功能集會堂3樓 |      |
| 2024年 | CHOI JIN HYUK 2024 FAN-CON Tour in Taipei <DAY AND NIGHT> | 臺灣國立臺灣大學綜合體育館    |      |

## 提名及獲獎紀錄
| 年份   | 頒獎典禮                       | 獎項                        | 作品           | 結果 |
| 2006年 | KBS明星發掘大賽                | 大獎                        | 不適用         | 獲獎 |
| 2013年 | 第6屆時尚偶像獎                | 最佳K-Style獎               | 不適用         | 獲獎 |
| 2013年 | SBS演技大賞                    | 新星賞                      | 繼承者們       | 獲獎 |
| 2013年 | 第2屆大田電視劇節              | 男子新人賞                  | 九家之書       | 獲獎 |
| 2013年 | MBC演技大賞                    | 男子新人賞                  | 九家之書       | 提名 |
| 2014年 | 第50屆百想藝術大賞             | 電視部門 男子人氣賞         | 九家之書       | 提名 |
| 2014年 | 第50屆百想藝術大賞             | 電視部門 男子新人演技賞     | 九家之書       | 提名 |
| 2014年 | 第2屆亞洲彩虹獎                | 電視劇類 優秀男配角獎       | 九家之書       | 獲獎 |
| 2014年 | 第7屆韓國電視劇節              | 男子優秀賞                  | 繼承者們       | 提名 |
| 2014年 | 第7屆韓國電視劇節              | 男子優秀賞                  | 命中注定我愛你 | 提名 |
| 2014年 | 第51屆大鐘獎                   | 最佳男子新人賞              | 神之一手       | 提名 |
| 2014年 | 第35屆青龍電影獎               | 最佳男子新人賞              | 神之一手       | 提名 |
| 2014年 | MBC演技大賞                    | 特別企劃劇 男子優秀演技賞   | 傲慢與偏見     | 獲獎 |
| 2014年 | MBC演技大賞                    | 人氣賞                      | 傲慢與偏見     | 提名 |
| 2014年 | MBC演技大賞                    | 最佳CP賞（與白珍熙）        | 傲慢與偏見     | 提名 |
| 2014年 | 第3屆Annual Drama Fever Awards | 最佳男演員                  | 急診男女       | 提名 |
| 2014年 | 第3屆Annual Drama Fever Awards | The Boldest Moment          | 急診男女       | 獲獎 |
| 2014年 | KU Awards 2014                 | 最佳情侶（與宋智孝）        | 急診男女       | 獲獎 |
| 2014年 | Soompi Awards 2014             | 最佳男演員                  | 急診男女       | 提名 |
| 2018年 | SBS演技大賞                    | 水木劇部門 男子最優秀演技賞 | 皇后的品格     | 獲獎 |
| 2024年 | 2024年大田特殊影像電影節       | 男子最優秀賞                | 她的日與夜     | 獲獎 |

## 外部連結
- 崔振赫的Instagram帳戶
- 崔振赫在NAVER上的资料
- 崔振赫在韩国电影数据库（KMDb）上的資料（韓語）
- 崔振赫在互联网电影资料库（IMDb）上的資料（英文）
- 崔振赫在豆瓣上的资料（简体中文）